# 友人葬
友人葬（ゆうじんそう）とは、僧侶を呼ばずに遺族・親族・友人など、故人と親しい人によって執り行う葬儀・告別式。

## 概要
1991年（平成3年）、創価学会が日蓮正宗と離別した後、在家の会員間で行われるようになった葬儀の形式である。

### 友人葬の経緯
友人葬は戒名を付けず、亡くなる前の氏名を「俗名」とするので、僧侶への金銭の支払い、お布施などをする必要はない。しかし葬儀にかかる経費(祭壇を準備する費用や、遺体を運搬するための葬儀社などの有資格者及び車の手配、火葬を行う行政への諸費用)は必要であるため、完全に無料というわけではない(逆に言えば読経は自分を含めた家族や会員達のみで行うため、弔いへの費用という点では無料である)。お経などは、方便品、自我偈の読誦の後、唱題するという順序であげられ、地域ごとに儀典長と呼ばれる創価学会の会員が3人決められており(基本的にはその地域ブロックの担当である地区部長や婦人部長などが選出される)、葬儀の際の読経の導師をするが、集った人達でお経を唱え故人を見送るのは、学会の会合である勤行・唱題会と同じになる。

また、香典や香典返しといった習慣が無いことから、身寄りのない年配者や、無宗教者が友人葬を依頼することもある。
近年では、一般社会でも家族葬のように親族のみで簡単に済ませる葬儀が増えていることもあり、葬儀社でも友人葬を取扱っている所は多くなってきている。料金は、葬儀社や住んでいる地域によって若干の差は存在するものの、サービスが基本料金に含まれているケースとオプション料金として別に請求されるケース、またウェブサイト上で、オプション料金などを表示していない葬儀社もある。インターネット上で契約するタイプの葬儀では逆に、僧侶を派遣するのにオプション代金が掛かるものが主流になってきているため、僧侶派遣のオプションを希望しなければ友人葬の形式も可能な葬儀サービスも出回ってきている。

### 香典
創価学会では、1950年代『香典泥棒』というデマが流れたこともあるが、原則として友人葬への参列では香典は必要ない。しかし、参列者は自主的にではあるが、香典を持参しても良く、遺族は参列者が持参した香典を受け取っても良い。近年では学会員以外の参列者が香典を持参するため、通常の葬式と同様に香典返しも行われている。

### 友人葬に対する創価学会の見解
3代会長（後に名誉会長）・池田大作は友人葬について、以下の見解を示していた。
- 葬式に必ずしもご僧侶を呼ぶ必要はない。
- （都合上、）ご僧侶を呼びたい人は呼んでもいいが、呼びたくなければ呼ばなくてもよい。